# Vars (Hautes-Alpes)
Vars ist eine französische Gemeinde im Département Hautes-Alpes in der Region Provence-Alpes-Côte d’Azur. Sie gehört zum Arrondissement Briançon und zum Kanton Guillestre.

## Geographie
Die Gemeinde grenzt im Nordosten an Ceillac, im Südosten an Saint-Paul-sur-Ubaye, im Südwesten an Crévoux, im Westen an Saint-André-d’Embrun und Risoul sowie im Nordwesten an Guillestre.
Der Col de Vars ist ein 2108 m hoher Gebirgspass. Hier in der Nähe entspringt der kleine Fluss Chagne, der danach das Gemeindegebiet durchquert.

## Bevölkerungsentwicklung
| Jahr      | 1962 | 1968 | 1975 | 1982 | 1990 | 1999 | 2008 | 2012 |
| --------- | ---- | ---- | ---- | ---- | ---- | ---- | ---- | ---- |
| Einwohner | 245  | 433  | 779  | 897  | 941  | 637  | 606  | 706  |

## Bedeutung für den Sport
Der Ort ist überregional durch seine Spezialpiste für Speed Skiing bekannt, auf welcher bereits zahlreiche Geschwindigkeitsweltrekorde aufgestellt wurden. Die Chabrière-Piste mit einer Länge von 1,3 km und einem Gefälle von 98 Prozent am Anfang der Strecke befindet sich im Skigebiet La Forêt Blanche.

## Persönlichkeiten
- Neige Sinno (* 1977), Schriftstellerin und Übersetzerin